# Бето Фускан
Ригоберто Коста (порт.-браз. Rigoberto Costa; 13 апреля 1950, Флорианополис — 6 декабря 2022, Флорианополис), более известный как Бето Фуска́н (порт.-браз. Beto Fuscão) — бразильский футболист, защитник. Брат другого известного футболиста Катарины. 

## Карьера
Бето Фускан родился в многодетной семье: у него было семь братьев и сестёр. Его отец, Винисиус Коста, работал плотником. Семья была очень небогатой, а потому дети с ранних лет были вынуждены работать. Бето также трудился, подрабатывая в автомастерской. Он начал карьеру в клубе «Фигейренсе», где провёл 76 матчей с 1968 по 1971 год. Оттуда футболист перешёл в «Америку» из Жоинвили. В 1973 году Фускан стал игроком клуба «Гремио». 5 февраля он дебютировал в составе команды в матче с «Атлетико Паранаэнсе» (3:1). Там Бето выступал четыре сезона, проведя 159 матчей. Последней встречей защитника в составе команды стал матч с «Атлетико Минейро» (0:0), проведенный 28 ноября 1976 года.
В 1977 году Фускан стал игроком «Палмейраса», заплатившим за трансфер футболиста 2 миллиона 250 тысяч крузейро, плюс доход от двух проведённых командой товарищеских матчей. 2 апреля он сыграл первый матч за клуб против «Сантоса», в котором его команда победила со счётом 2:0. В 1978 году Бето вместе с клубом выиграл серебряные медали чемпионата Бразилии. В том же году он отпраздновал победу в Кубке Кирин. За «Палмейрас» защитник выступал до 1980 года, проведя 207 матчей и забив 2 гола. Последняя игра для защитника в составе команды состоялась 26 октября 1980 года с «Марилией» (2:2).
В 1981 году Бето перешёл в клуб «Сан-Жозе». Там он выступал три сезона, проведя 183 матча и забив 2 гола. В 1984 году Фускан присоединился к «Операрио», откуда перешёл в «Ферровиарию», где сыграл в 33 матчах. Затем защитник выступал за «Арасатубу» и «Уберабу». Завершил карьеру футболист в 1988 году в клубе «Гремио Тирадентес». Завершив карьеру, Фускан стал работать тренером в футбольных школах Флорианополиса. Последние два года жизни Бето боролся с онкологией желудка. Он умер в 2022 году.

## Прозвище
Бето выходил на поле под прозвищем «Фускан» (порт.-браз. Fuscão). Fuscão с бразильского португальского является производной от Fusca, что переводится как «Жук». В Бразилии автомобиль Volkswagen Käfer продавался именно под наименованием Volkswagen Fusca. Партнёры по команде заявляли, что ягодицы Бето имели сходство с бампером этой машины, из-за чего стали так называть самого футболиста. И это прозвище прижилось, лишь трансформировавшись в Fuscão («Большой Жук»). Ещё одной причиной такого наименования стало сравнение с другим защитником, игравшим в тот же период, Луисом Перейрой, которого называли также автомобильным прозвищем — «Шевроле».

## Международная статистика
| Матчи Бето Фускана за сборную Бразилии | Матчи Бето Фускана за сборную Бразилии | Матчи Бето Фускана за сборную Бразилии | Матчи Бето Фускана за сборную Бразилии | Матчи Бето Фускана за сборную Бразилии | Матчи Бето Фускана за сборную Бразилии | Матчи Бето Фускана за сборную Бразилии |
| -------------------------------------- | -------------------------------------- | -------------------------------------- | -------------------------------------- | -------------------------------------- | -------------------------------------- | -------------------------------------- |
| №                                      | Дата                                   | Место проведения                       | Оппонент                               | Счёт                                   | Голы                                   | Турнир                                 |
| 1                                      | 19 мая 1976                            | Рио-де-Жанейро                         | Аргентина                              | 2:0                                    | —                                      | Кубок Атлантики                        |
| 2                                      | 23 мая 1976                            | Лос-Анджелес                           | Англия                                 | 1:0                                    | —                                      | Кубок двухсотлетия США                 |
| 3                                      | 28 мая 1976                            | Сиэттл                                 | сборная NASL                           | 2:0                                    | —                                      | Кубок двухсотлетия США                 |
| 4                                      | 31 мая 1976                            | Нью-Хейвен                             | Италия                                 | 4:1                                    | —                                      | Кубок двухсотлетия США                 |
| 5                                      | 2 июня 1976                            | Сан-Франциско                          | УНАМ Пумас                             | 4:3                                    | —                                      | Товарищеский матч                      |
| 6                                      | 4 июня 1976                            | Гвадалахара                            | Мексика                                | 3:0                                    | —                                      | Товарищеский матч                      |
| 7                                      | 9 июня 1976                            | Рио-де-Жанейро                         | Парагвай                               | 3:1                                    | —                                      | Кубок Атлантики                        |
| 8                                      | 6 октября 1976                         | Рио-де-Жанейро                         | Фламенго                               | 0:2                                    | —                                      | Товарищеский матч                      |
| 9                                      | 1 декабря 1976                         | Рио-де-Жанейро                         | СССР                                   | 2:0                                    | —                                      | Товарищеский матч                      |
| 10                                     | 23 января 1977                         | Сан-Паулу                              | Болгария                               | 1:0                                    | —                                      | Товарищеский матч                      |
| 11                                     | 25 января 1977                         | Сан-Паулу                              | сборная штата Сан-Паулу                | 2:0                                    | —                                      | Товарищеский матч                      |
| 12                                     | 30 января 1977                         | Рио-де-Жанейро                         | сборная Фламенго/Флуминенсе            | 1:1                                    | —                                      | Товарищеский матч                      |
| 13                                     | 6 февраля 1977                         | Богота                                 | Мильонариос                            | 2:0                                    | —                                      | Товарищеский матч                      |
| 14                                     | 20 февраля 1977                        | Богота                                 | Колумбия                               | 0:0                                    | —                                      | Квалификация чемпионата мира           |
| 15                                     | 3 марта 1977                           | Рио-де-Жанейро                         | сборная Ботафого/Васко да Гама         | 6:1                                    | —                                      | Товарищеский матч                      |

## Достижения

### Командные
- Чемпион штата Санта-Катарина: 1971
- Обладатель Кубка Рока: 1976
- Обладатель Кубка Освалдо Круза: 1976
- Обладатель Кубка Атлантики: 1976
- Обладатель Кубка Кирин: 1978

### Личные
- Обладатель Серебряного мяча Бразилии: 1976

## Личная жизнь
Бето Фускан был женат. Имел двоих детей. 